# HD123990
HD123990 — хімічно пекулярна зоря спектрального класу F2, що має видиму зоряну величину в смузі V приблизно  7,4.
Вона  розташована на відстані близько 390,1 світлових років від Сонця.